# Кряква
Кря́ква (лат. Anas platyrhynchos) — птица из семейства утиных (Anatidae) отряда гусеобразных (Anseriformes). Наиболее известная и распространённая дикая утка. Длина тела самца около 62 см, самки — около 57 см, масса достигает 1—1,5 кг (осенью, когда птица откормится перед самым перелётом, её вес может достигать 2 кг). Голова и шея самца зелёные, зоб и грудь коричнево-бурые, спина и брюшная сторона тела серого цвета с тонкими поперечными пятнышками. Окраска самки бурая с более тёмными пятнышками, брюшная сторона буровато-серая с продольными пестринами. На крыле у самца и самки сине-фиолетовое «зеркало».
Частично перелётная птица. Населяет пресные и слегка солоноватые водоёмы. В последние годы многие птицы зимуют на незамерзающих водоёмах в крупных городах и их окрестностях.
Кряква является одним из основных объектов спортивной, а местами — промысловой охоты. От кряквы путём селекции выведено большинство современных пород домашних уток, кроме тех, которые были получены от мускусной утки.

## Систематика
Первое научное описание кряквы было сделано в 1758 году шведским врачом и натуралистом Карлом Линнеем в 10-м издании «Системы природы». Линней неверно отнёс самца и самку кряквы к разным видам: самку к виду Anas platyrhynchos («A. macula alari purpurea utrinque nigra albaque, pectore rufescente»), а самца — к виду Anas boschas («A. rectricibus intermediis (maris) recurvatis, rostro recto»).
Относится к объединяющему крякв классическому подроду Anas, в составе рода Речные утки, представляющему собой монофилетическую (в широком смысле, не голофилетическую) группу.

## Описание

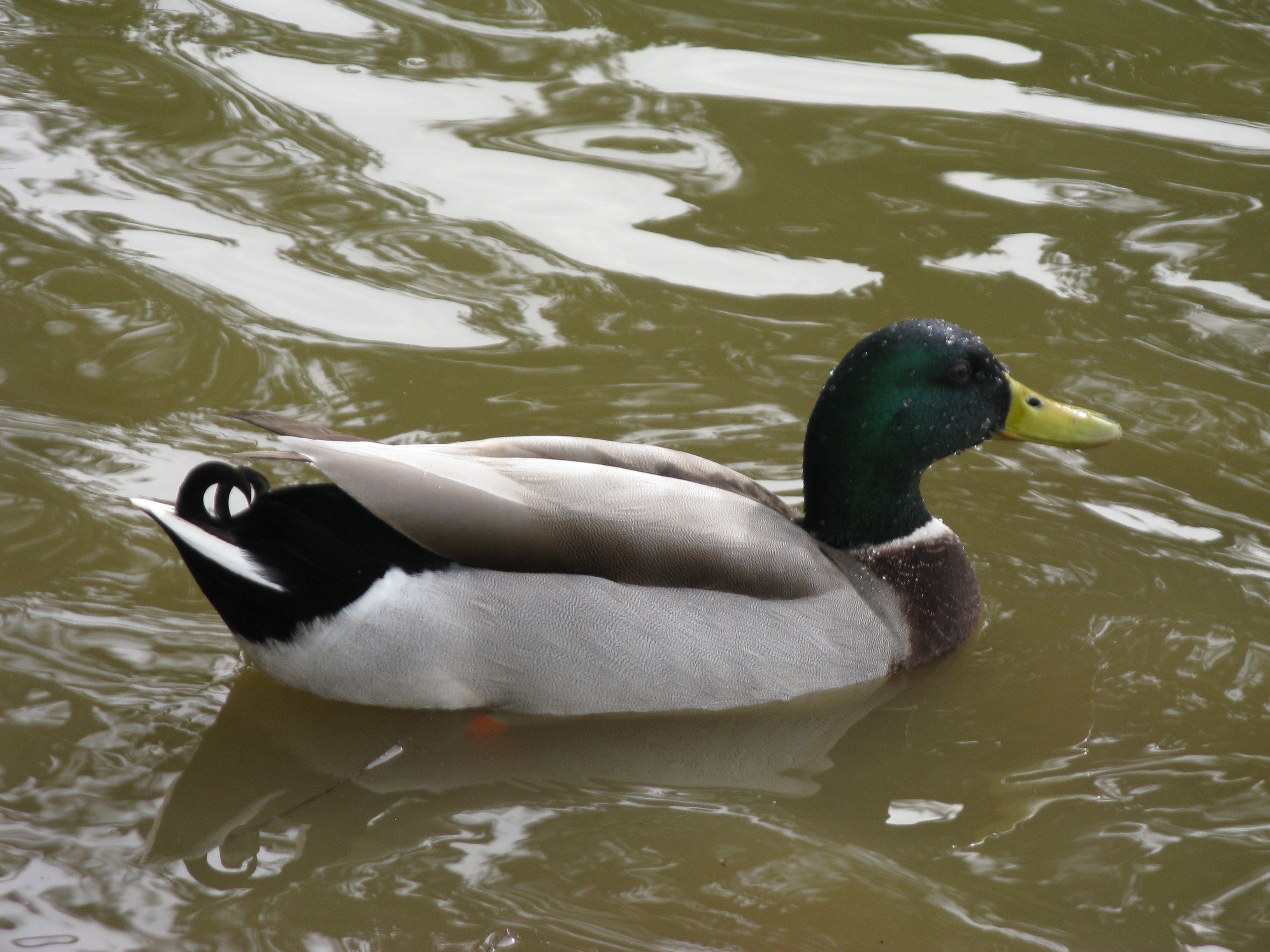
Селезень кряквы крупным планом. Хорошо виден хвостовой завиток

### Внешний вид
Довольно крупная, коренастая речная утка с большой головой и коротким хвостом. Длина 51—62 см, размах крыльев 80—100 см, крыло самцов 27,5—30,6 см, крыло самок 25,2—28,5 см, вес 0,75—1,5 кг. Клюв плоский, широкий с хорошо развитыми гребнями роговых пластинок по краям. Цвет клюва отличается у самцов и самок. У селезней в брачном пере он охристо-оливковый в основании и более охристый либо жёлтый на конце, имеет довольно широкий чёрный ноготок. У взрослых уток цвет клюва чаще всего варьируется от оливкового до тёмно-серого с оранжевыми краями, но может быть и полностью оранжевым. В основании клюва самки всегда присутствуют несколько мелких чёрных пятнышек.
У кряквы, как и у большинства других видов уток, в оперении хорошо выраженный половой диморфизм (внешние отличия между самцами и самками), особенно заметный зимой и весной, когда у уток образуются пары. В брачном пере селезень номинативного подвида имеет блестящую тёмно-зелёную голову и шею, заканчивающуюся узким белым «ошейником» (в задней части шеи ошейник имеет разрыв), буровато-серую спину с мелкими тёмными штрихами, в задней части приобретающую более тёмный, чёрно-бурый цвет, чёрное надхвостье, шоколадно-коричневую грудь и сероватое брюхо с поперечным струйчатым рисунком. Крылья сверху буровато-серые с ярким сине-фиолетовым с белыми каёмками зеркалом, снизу почти белые. Размер зеркала увеличивается с возрастом птицы. На хвосте имеется чёрный завиток, образованный средними рулевыми. Остальные перья хвоста прямые, имеют светло-серый окрас. Летом после линьки самец становится больше похож на самку, теряя контрастность и взамен приобретая покровительственные чёрно-бурые тона. В этот период его можно отличить от утки каштановой (но не охристой) грудью и жёлтым клювом. Ноги оранжево-красные с более тёмными перепонками.

Внешний вид кряквы
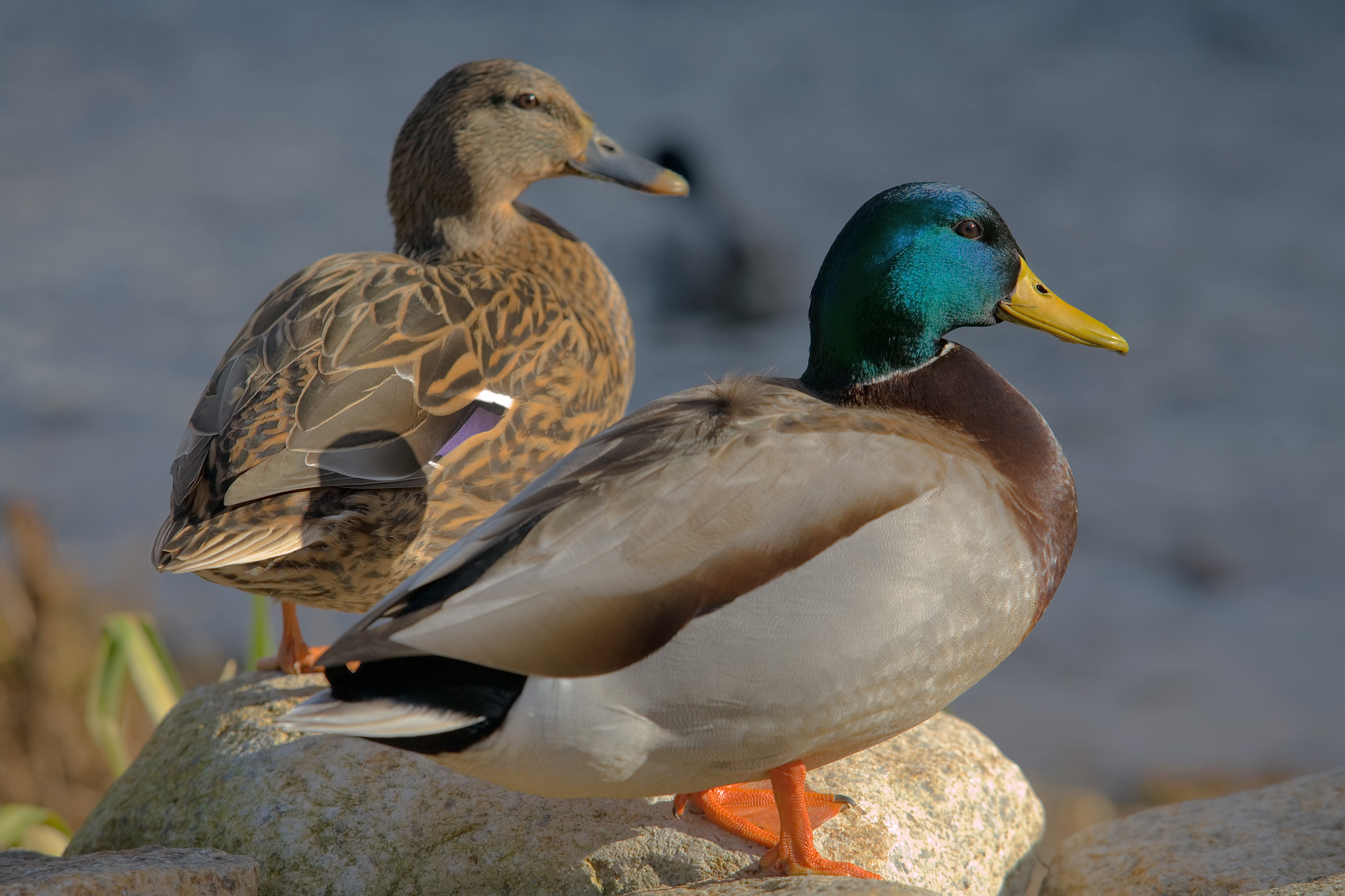
Ярко выраженный половой диморфизм у кряквы
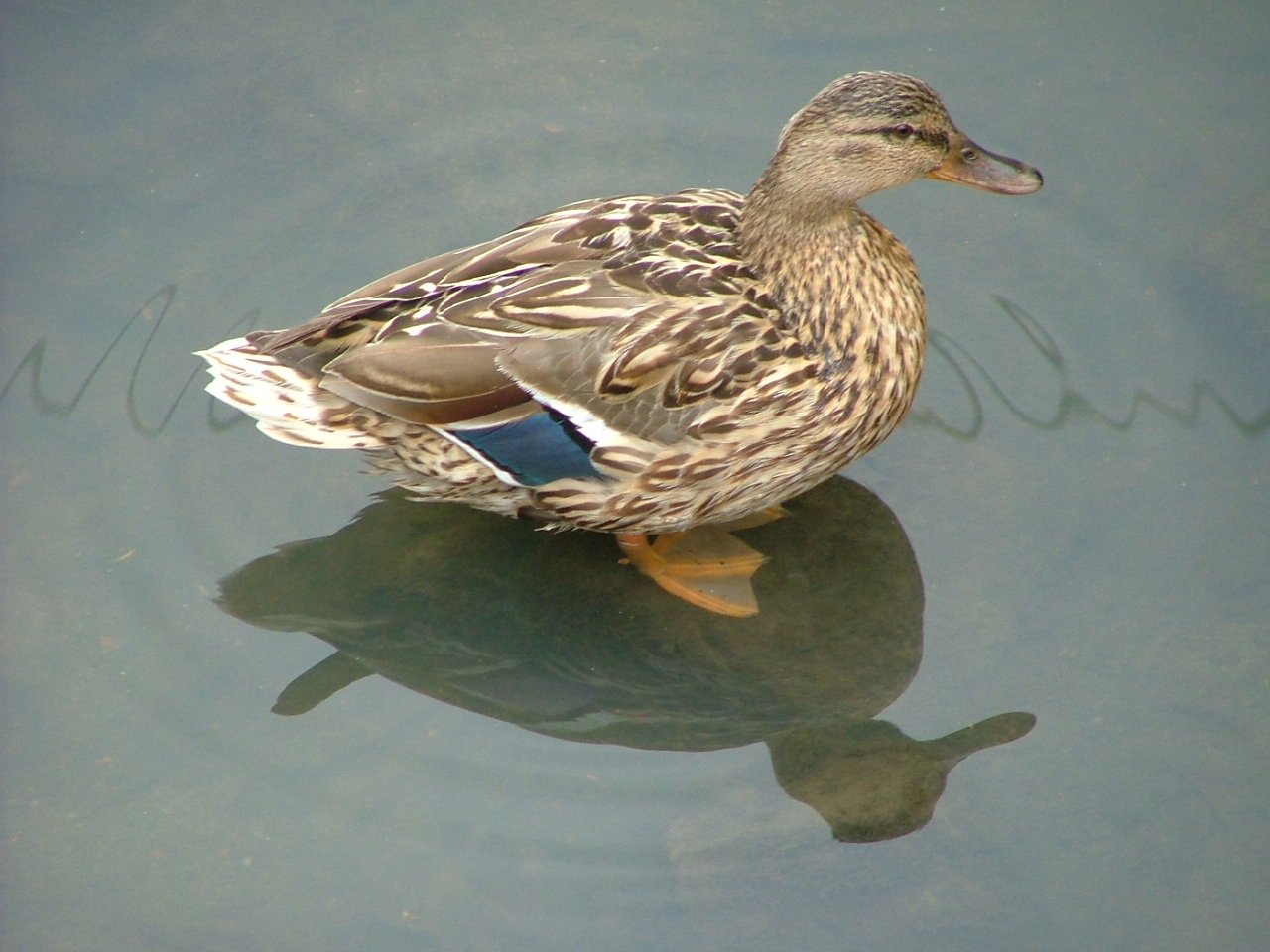
Самка кряквы
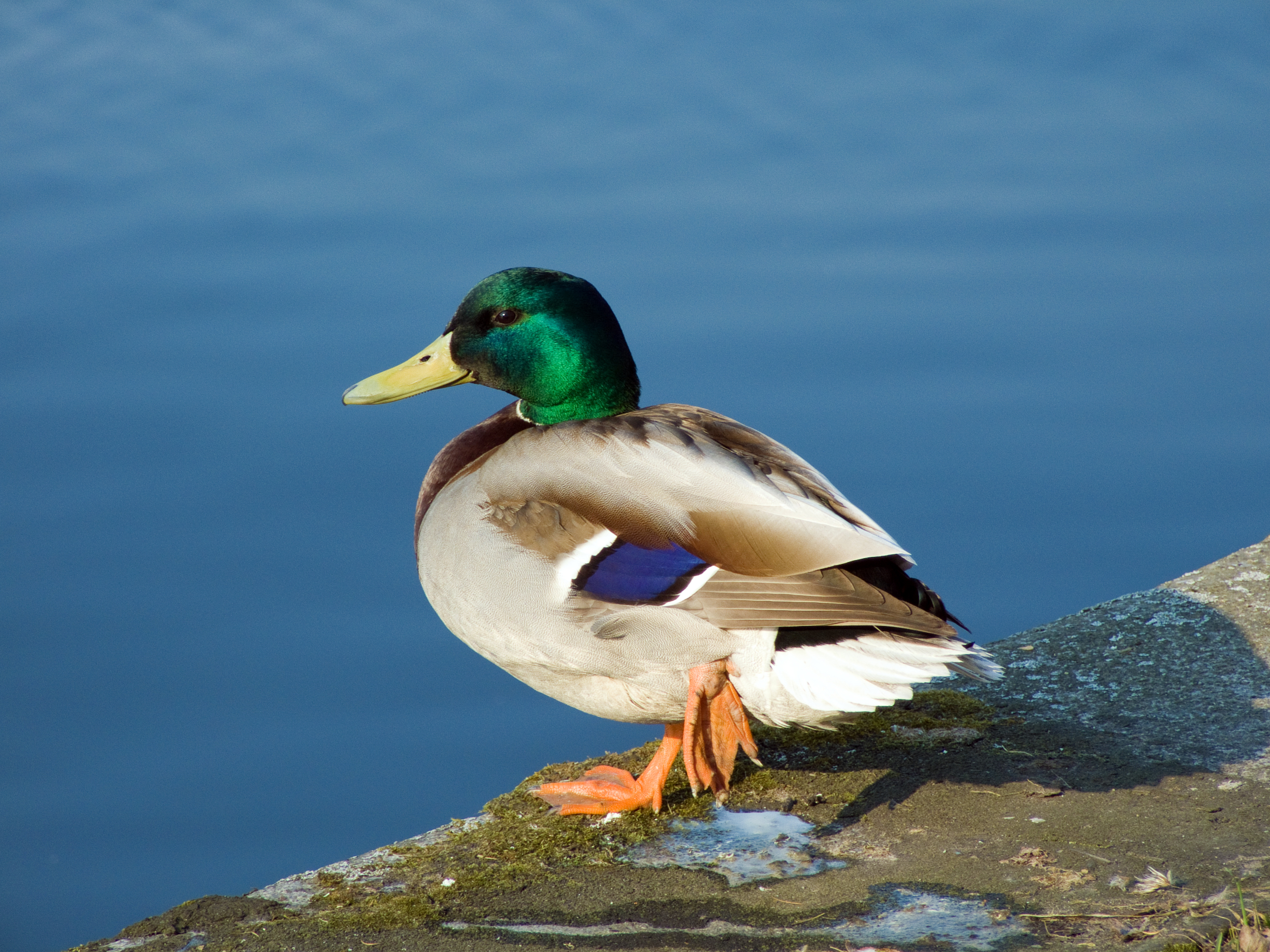
Самец кряквы в брачном оперении

Взрослая самка сохраняет единый рисунок оперения вне зависимости от времени года. Внешне она мало чем отличается от самок многих других речных уток — всех их объединяют пёстрое сочетание чёрных, бурых и рыжих тонов в верхней части тела. Низ, подхвостье и надхвостье охристые либо рыжевато-бурые, с расплывчатыми тёмно-бурыми пятнышками. Грудь имеет охристый, соломенный окрас. Отличительные признаки — такое же, как у самца, блестящее зеркало на крыле, тёмная полоска через глаз и такая же светлая над ним. Ноги более бледные в сравнении с самцом — грязно- либо бледно-оранжевые. Молодые птицы вне зависимости от пола больше похожи на самку, отличаясь от неё более тусклым оперением и меньшей пятнистостью снизу. К тому же у молодых тёмные пестринки на теле продольные, а не V-образные и распределяются в виде продольно-полосатого рисунка.
В полевых условиях определение самца в брачном пере обычно не вызывает трудностей. В других случаях основное отличие от близких видов — сине-фиолетовое зеркало с белыми каёмками, хорошо заметное у летящих птиц обоего пола. От чёрной кряквы отличается рисунком клюва (у чёрной кряквы он чёрный с жёлтой вершиной) и отсутствием белого пятна на крыле, от других речных уток — более крупными размерами и синим зеркалом.

### Голос
Обычный голос — тихое кряканье — «рэб-рэб-рэб». Голос самки — кряканье, как у домашней утки. У самца вместо кряканья — приглушённый бархатистый звук «шааак» или «шяааарк».
При испуге кряканье более протяжное, а перед взлётом тихое и торопливое. Голос самки в осенний и зимний период, подзывающий самца, — громкое «куак-куак-куак-куак-куак». Во время ухаживания за самками селезни издают высокий, но хриплый свист с помощью сиринкса — костного образования в нижней части трахеи.

## Распространение

### Ареал
Кряква широко распространена в северном полушарии. Гнездится как в арктических широтах к северу до 70° с. ш., так и в тёплом субтропическом климате к югу до 35° с. ш. в Северной Африке и до 20° с. ш. на Ближнем Востоке.
В Европе селится почти повсеместно, за исключением высокогорных районов в центральной части, Скандинавии севернее 70° с. ш. и полосы безлесой тундры на территории России. В Сибири распространена к северу до Салехарда, Туруханска, среднего течения Нижней Тунгуски, полуострова Тайгонос на Охотском море и Северной Камчатки. В Азии к югу до Малой Азии, Ирана, Афганистана, южных склонов Гималаев, китайской провинции Ганьсу и Чжилийского залива Жёлтого моря. За пределами материка гнездится на Командорских, Алеутских, Прибылова, Курильских островах, на Японских островах к югу до средней части острова Хонсю, а также на Гавайях, Исландии и Гренландии.
В Северной Америке на севере отсутствует в зоне тундры и восточной части материка к югу до Новой Шотландии и американского штата Мэн. На юге достигает южной Калифорнии и других пограничных с Мексикой штатов США, но там не гнездится и встречается лишь в зимнее время.
За пределами природного ареала интродуцирована в Южной Африке, Новой Зеландии и Юго-Восточной Австралии, где считается инвазионным (нарушающим местную экологию) видом.

### Сезонные миграции

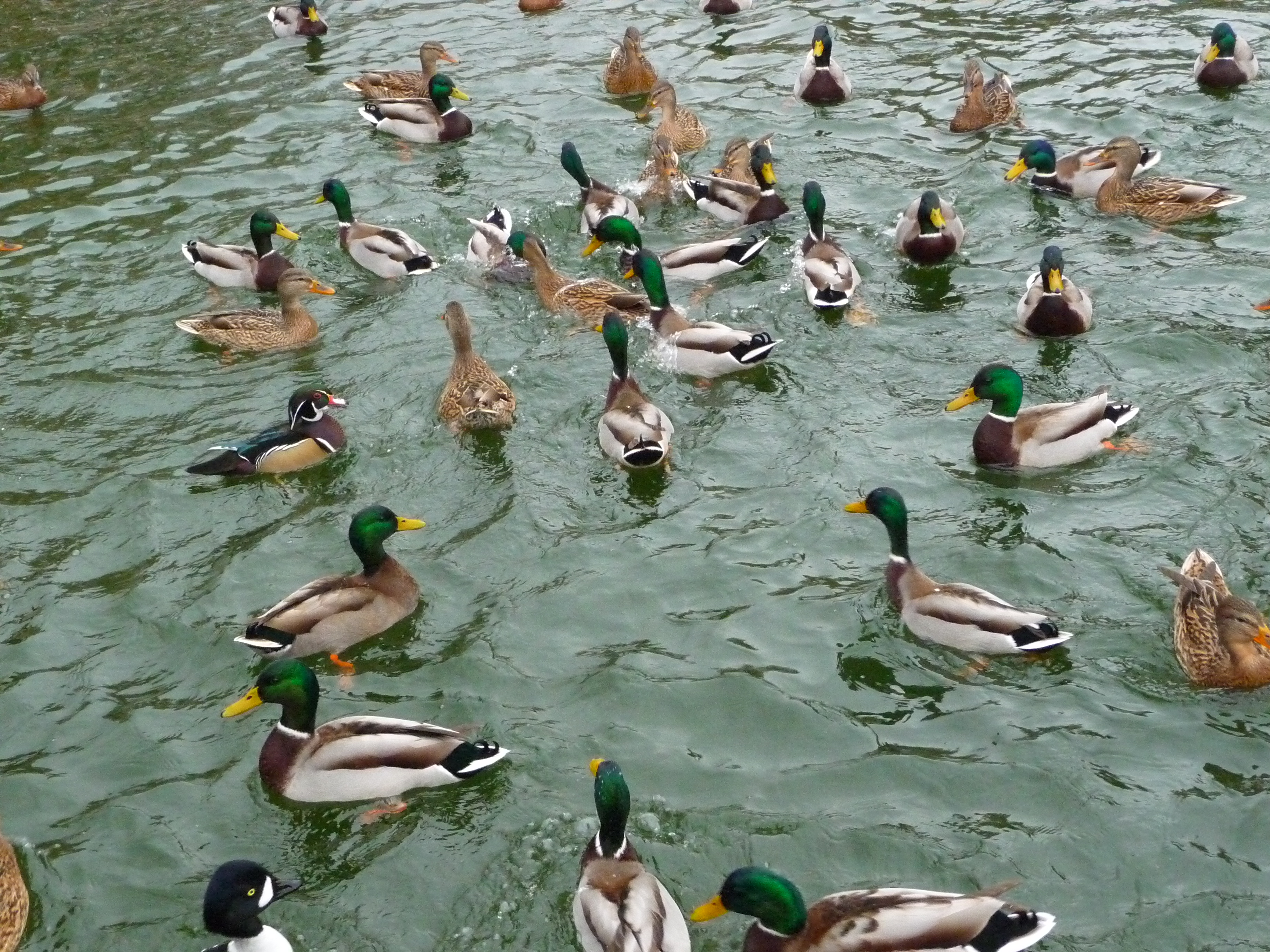
Скопление крякв на зимовку

Частично перелётный вид. Популяция Гренландии, сконцентрированная в прибрежной полосе на юго-западе острова, ведёт оседлый образ жизни. В Исландии большая часть птиц также не покидает остров, остальные зимуют на Британских островах. Большинство птиц, гнездящихся на северо-западе России, в Финляндии, Швеции и Прибалтике, перемещается на побережья Западной Европы от Дании к западу до Франции и Великобритании. Другая часть, более многочисленная в тёплые годы, остаётся зимовать в местах гнездовий. На остальной части Европы кряквы преимущественно оседлы.
Более восточные популяции севера европейской части России мигрируют в бассейн Дона, на Северный Кавказ, в Турцию и восточное Средиземноморье. Из Западной Сибири кряквы зимуют в широком диапазоне от Балкан на западе до Прикаспийской низменности на востоке, единицы летят значительно дальше, достигая дельты Нила. Популяции, гнездящиеся в бассейнах Иртыша и Оби, перемещаются главным образом в прибрежные районы Каспия и в республики Средней Азии. Птицы, гнездящиеся в северо-восточной Азии и на Дальнем Востоке, зимуют на Японских островах.
В Гималаях кряква совершает сезонные кочёвки, зимой спускаясь в менее снежные долины. В Северной Америке граница между перелётными и оседлыми популяциями проходит примерно вдоль американо-канадской границы. Районы зимовок за пределами гнездового ареала — юго-восточные штаты США, Калифорния, Аризона, Нижняя Калифорния, прилегающие к Мексиканскому заливу штаты Мексики, некоторые острова Карибского моря.
Вне сезона размножения — в линных скоплениях, на пролёте и в местах зимовок кряквы держатся стаями, размер которых может варьировать от нескольких единиц до нескольких сотен и даже тысяч особей.

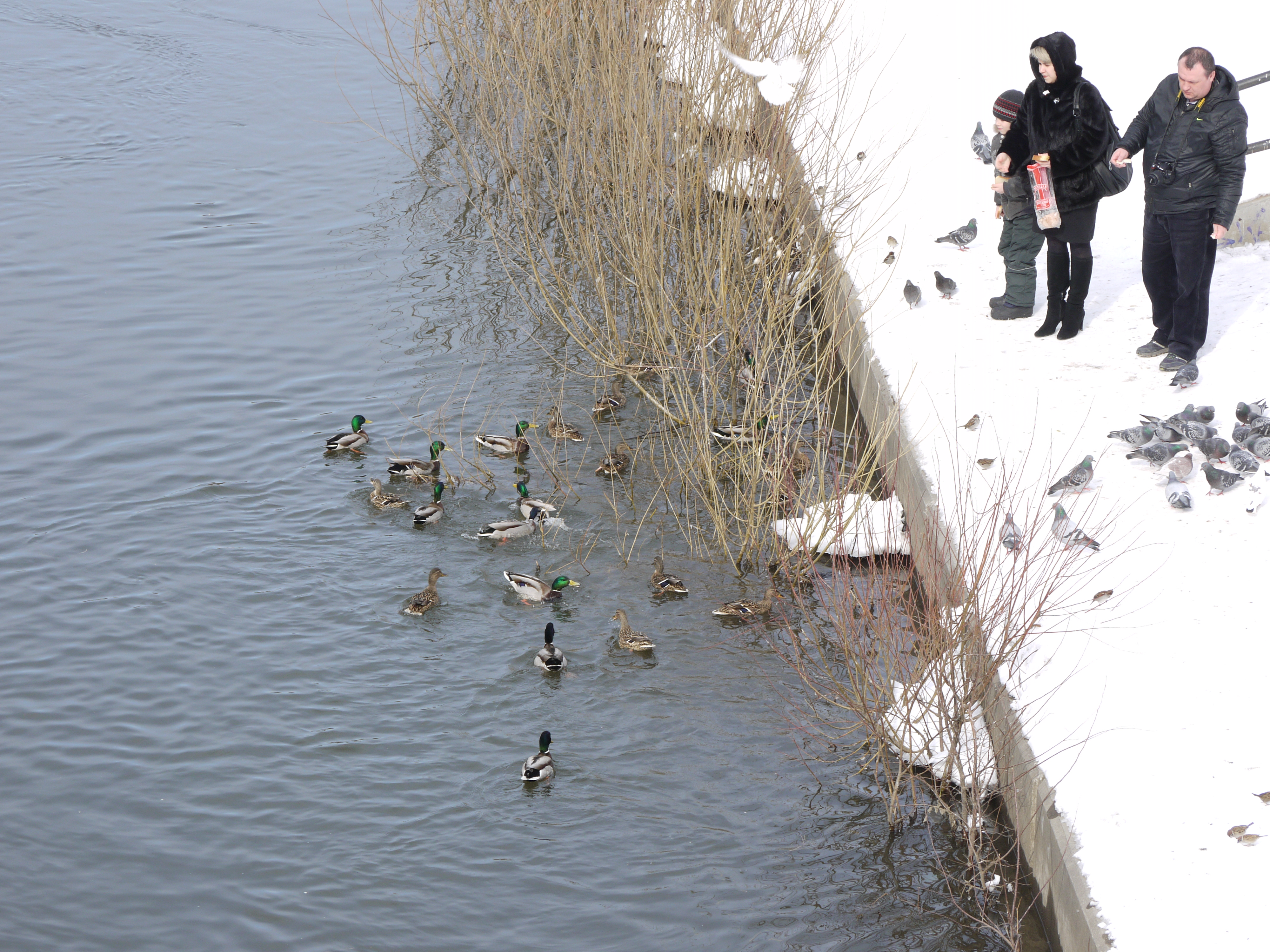
Зимовка уток в Екатеринбурге

Во многих крупных городах, в том числе в Москве и Санкт-Петербурге, сформировались популяции оседлых урбанизированных уток, гнездящихся в самом городе или его окрестностях. В Западной Европе гнездование крякв на чердаках и во всевозможных нишах городских зданий уже не является редкостью. Так, на крыше одного пятиэтажного дома в центральной части Берлина кряква устраивала гнездо три года подряд. Возникновение оседлых популяций крякв в крупных городах связано с наличием незамерзающих водоёмов, подкормкой птиц людьми и отсутствием многих естественных врагов.

### Места обитания
Кряква обычна в средней лесной зоне и лесостепи, становится редкой у северных границ древесной растительности, в горах и в большинстве пустынь.

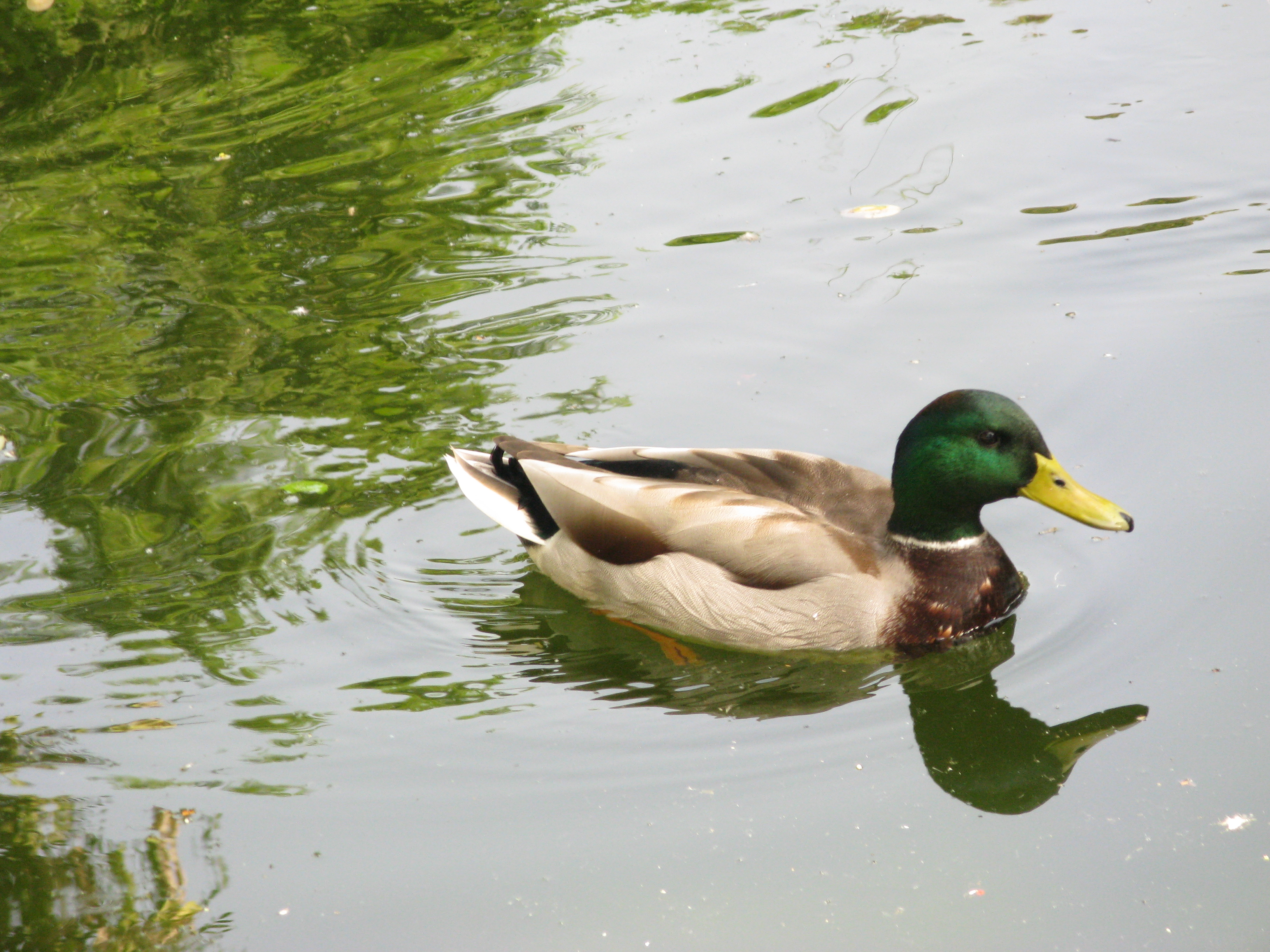
Селезень в водоёме

Населяет самые разнообразные водоёмы с пресной, солоноватой или солёной водой и неглубокими участками, однако избегает водоёмы с совсем голыми берегами, ручьи, горные реки и другие потоки с быстрым течением, а также олиготрофные (содержащие мало органических веществ) водоёмы. В гнездовой период отдаёт предпочтение внутренним пресноводным водоёмам со стоячей водой и с заросшими камышом, рогозом либо другой высокой травой берегами. В лесотундре селится преимущественно в лесистых участках около рек, в лесной полосе часто заселяет озёра-старицы в лесистых поймах, однако избегает узких лесных ручьёв. В лесостепи также часто гнездится на осоковых болотах. В зоне пустынь встречается крайне редко, в основном в заболоченных местностях. Вне сезона размножения часто держится в эстуариях рек и на морских заливах вдоль побережий. Толерантна к человеку, часто встречается на городских прудах, водохранилищах и оросительных каналах.
На Алтае поднимается до 2250 м над уровнем моря, где селится на озёрных плато. На южной границе ареала гнездится исключительно в горах — в Среднем Атласе на севере Африки (до 2000 м), Гималаях (до 1300 м), в Пенджабе и Кашмире, плато Камикуси (до 1400 м) в Японии.

## Образ жизни
Держится в одиночку, парами и стаями на воде или у воды. Полёт быстрый, очень шумный. Взмахи крыльев сопровождаются частыми звонкими звуками «вить-вить-вить-вить», по которым крякву можно отличить, даже не видя летящей птицы. У летящей птицы чётко выделяются белые полоски на крыле, окаймляющие зеркало. С воды поднимается относительно легко.
Ныряет только будучи раненой, способна проплыть под водой десятки метров. По земле ходит переваливаясь, но при ранении способна проворно бегать.

### Питание

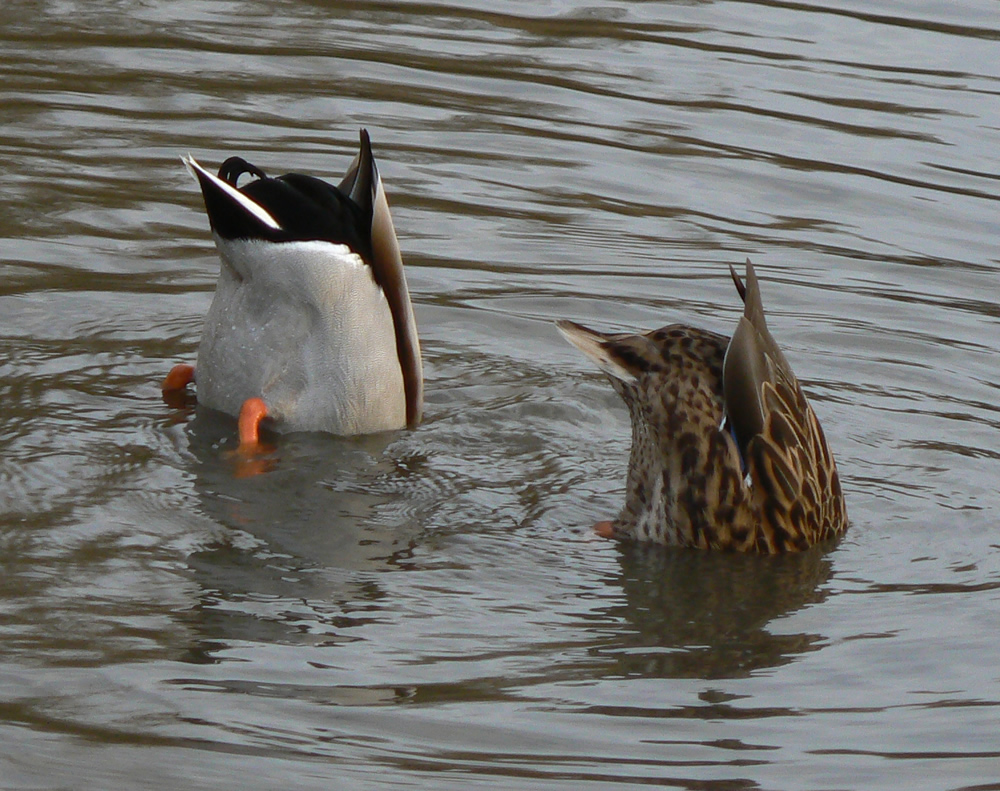
Отталкиваясь обеими лапами, кряквы погружаются в воду в поисках корма

В выборе кормов очень пластична, легко приспосабливается к местным условиям. Кормится на мелководьях при помощи фильтрации, отцеживая через роговые пластины клюва мелких водных животных и растительную пищу. Питается растительной пищей (ряской, роголистником и др.), мелкими беспозвоночными, насекомыми, моллюсками, мелкой рыбой, ракообразными, головастиками, даже лягушками. В 2016 году на водохранилище Трей-Апе в юго-западной Румынии орнитологами был зарегистрирован факт поедания самкой слётка горихвостки-чернушки и попытки её молодняка съесть слётка горной трясогузки. Причинами подобного, несвойственного кряквам, пищевого поведения могло послужить поедание разводимой рыбой личинок насекомых и нехватка белковой пищи в рационе уток.
Часто кряква встаёт в воде вертикально, хвостом вверх, пытаясь дотянуться до растений, растущих на дне водоёма. Кормится чаще всего на мелководье с глубиной до 30—35 см, где добывает пищу со дна, переворачиваясь при этом вертикально вниз головой, но не ныряя.
Ранней весной, когда водоёмы ещё покрыты льдом, кряквы держатся на полыньях. Основу рациона в это время составляют перезимовавшие зелёные части водных растений. Зимой в питании кряквы резко сокращается количество животных кормов. В первой половине зимы они кормятся преимущественно побегами водных растений и семенами.
В конце июля и августе в средней полосе, а на юге в сентябре растительные корма начинают преобладать над животными. Большое значение приобретают формирующиеся к этому времени зимующие части растений: клубни разных видов стрелолиста (Sagittaria L.), плодики рдеста гребенчатого (Potamogeton pectinatus L.), почки водокраса лягушачьего, или лягушечника (Hydrocharis morsus-ranae L.), а местами и пузырчатки обыкновенной (Utricularia vulgaris L.). В конце августа и осенью кряквы охотно летают кормиться на хлебные поля. На них птицы собирают опавшие зёрна злаков — пшеницы, ржи, овса и проса, на юге Приморья также риса, которые и составляют местами существенную часть их кормового рациона. Вылетая с вечера, они проводят на полях всю ночь, возвращаясь на водоёмы только к утру.
На городских прудах и других искусственных водоёмах кряквы бывают очень многочисленными, полностью привыкают к людям и живут, прежде всего, за счёт подкармливания. 

### Линька

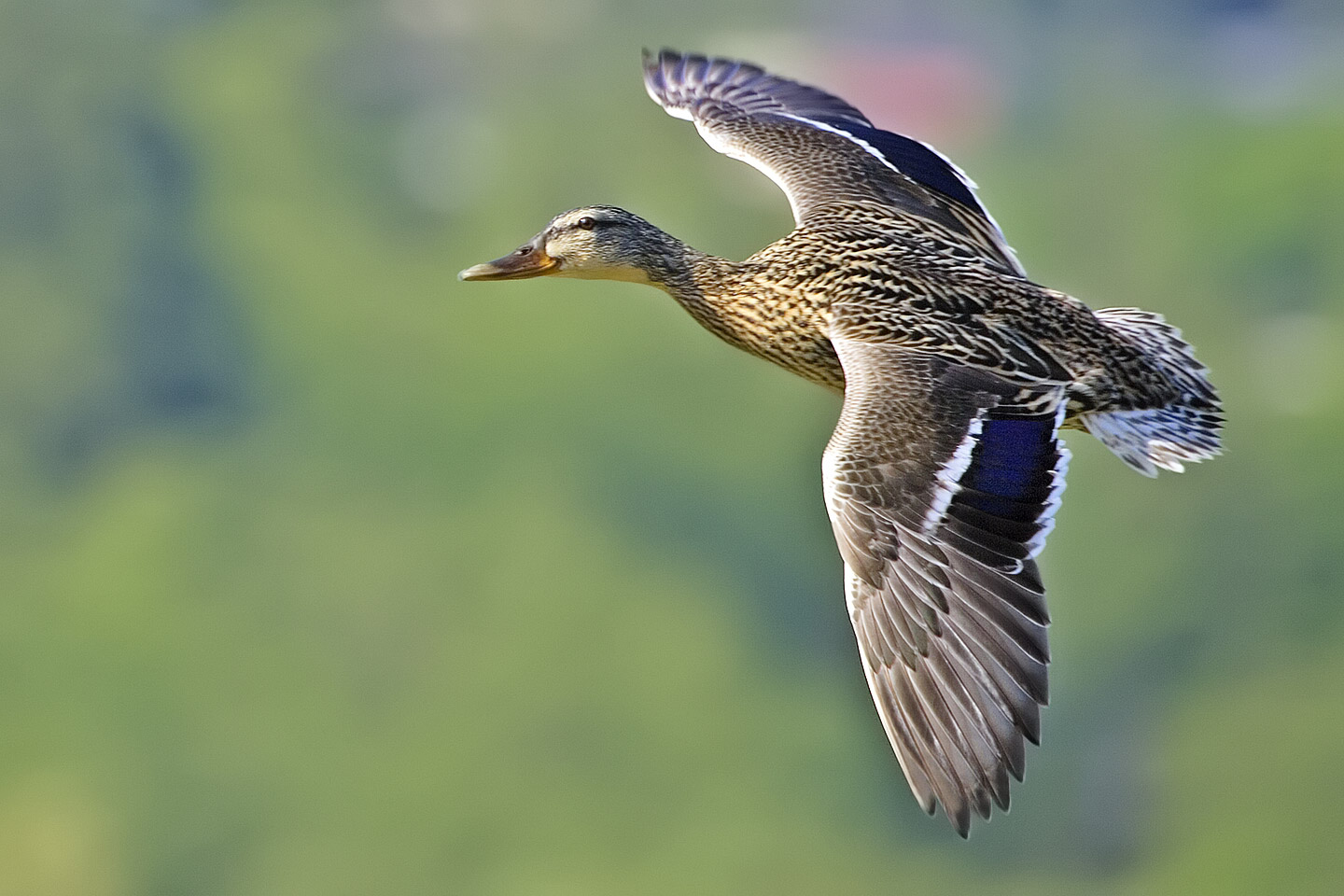
Самка в полёте

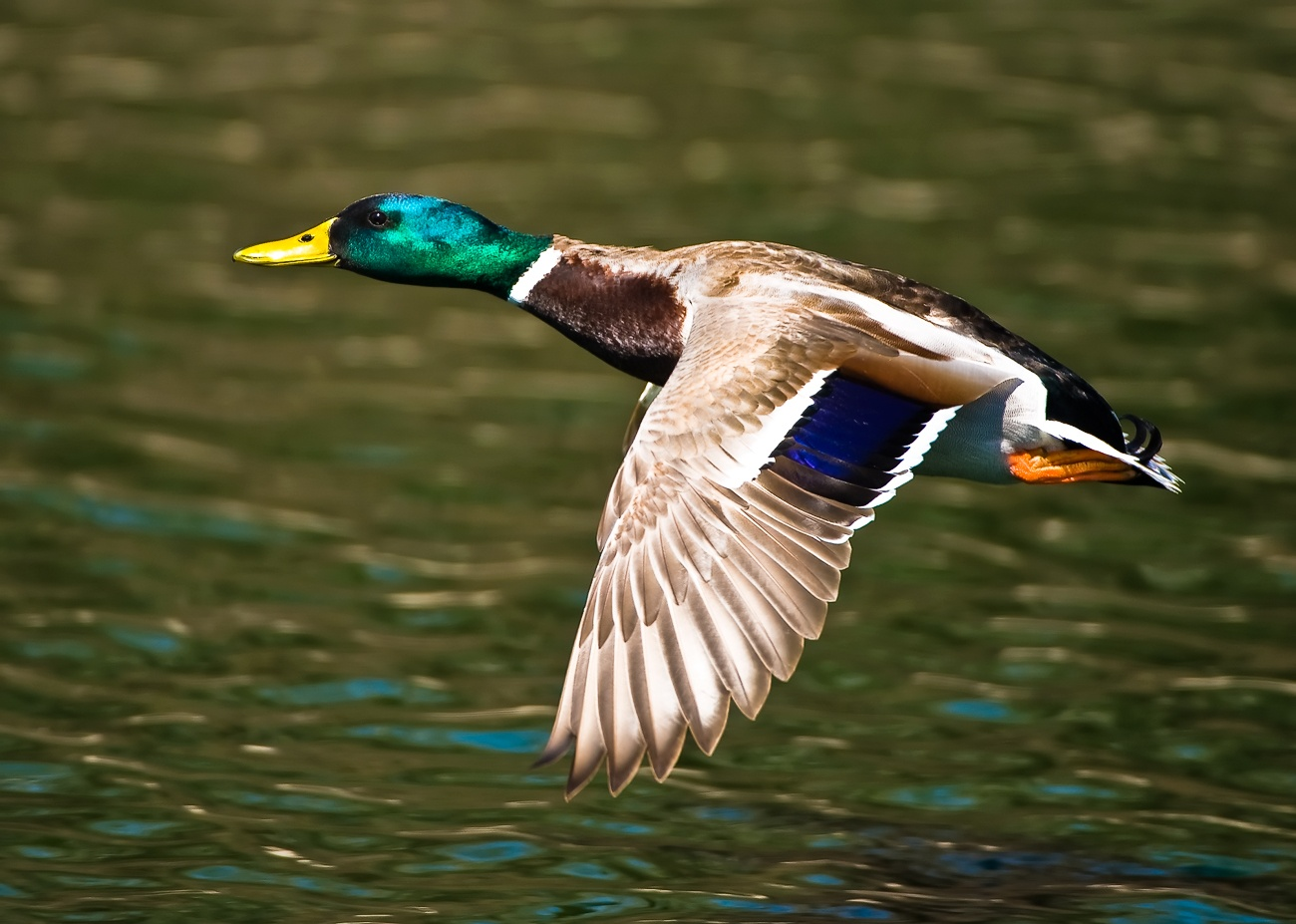
Селезень в полёте

Для крякв характерны две сезонные линьки: полная по окончании периода размножения и частичная перед его началом. Полная смена оперения начинается у самцов с того момента, когда самки начинают высиживать яйца, а у самок — когда выводки поднимаются на крыло. Самки без пары начинают линять одновременно с селезнями, а затем к ним присоединяются некоторые утки, потерявшие кладки. Самки с выводками линяют позже в местах гнездовий.
Большинство селезней с конца мая сбивается в однополые стайки и отлетает на линьку, другая часть остаётся линять в местах гнездовий.
В России места, где происходят массовые скопления птиц на линьку, находятся преимущественно в степной и лесостепной зонах: от дельты Волги, через степи среднего течения Урала, Илека и Зауральские степные озёра. В Европе за пределами России крупные линные скопления отмечены в Матсалуском заливе в Эстонии, вдоль побережья Нидерландов, на Боденском озере в Центральной Европе.
Последовательность смены оперения такова: первыми выпадают закрученные рулевые селезней. Затем — контурные перья, после которых появляются пеньки нового оперения на шее, груди, брюшке, голове и подхвостье. Потом выпадают перья из верхней части спины, следом за ними — выпадение маховых перьев. Когда вырастают пеньки новых маховых, выпадают верхние и нижние кроющие крыла. Когда новые кроющие крыла уже образуют «зеркало», линька головы и нижней половины тела почти полностью заканчивается. Дорастают маховые перья, в результате чего утка вновь получает способность к полёту. Заканчивается линька обновлением перьев спины и рулевых. Смена последних начинается на первых этапах линьки и растягивается на длительный срок. Общая продолжительность линьки около двух месяцев. Период, в течение которого птица теряет способность к полёту в результате выпадения маховых, длится у кряквы 20—25 дней, в то время как период роста и полного развёртывания этих перьев занимает 30—35 дней. День линяющие птицы проводят в зарослях водной растительности, а вечером выплывают кормиться на участки открытой воды.

## Размножение
Большинство птиц приступает к размножению начиная с годовалого возраста. В оседлых популяциях разбивка на пары происходит осенью, у остальных весной по прибытии к местам гнездовий. Поскольку многие перелётные самки зимуют в более южных широтах, чем самцы, их возвращение приходится на более поздний период. Начало сезона размножения сильно зависит от широты — на южной периферии ареала оно приходится на февраль, в то время как на северной — только на июнь. Гнездится парами или небольшими свободными группами.

### Брачные ритуалы

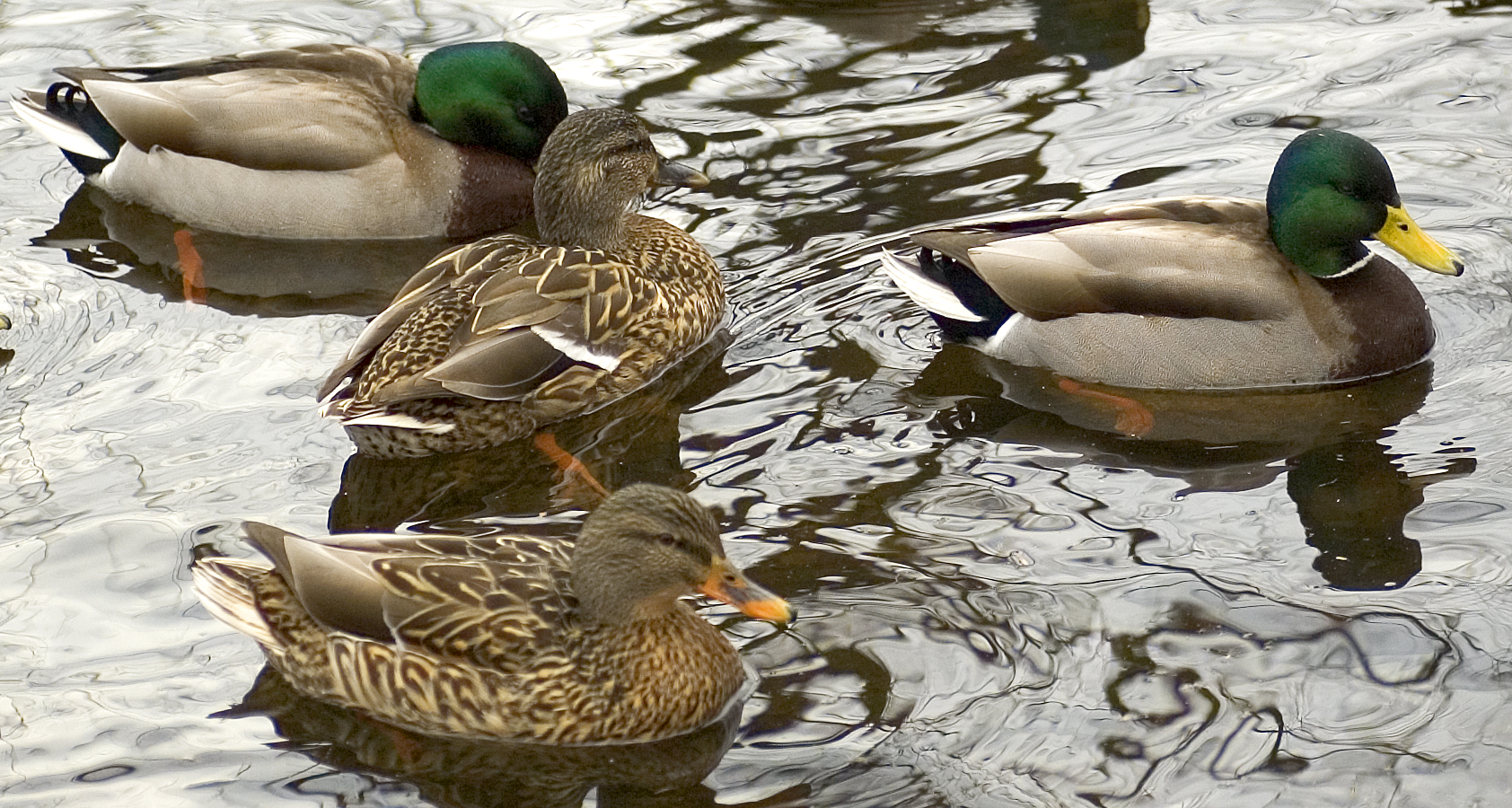
Самки и самцы кряквы

В весенних стаях селезней, как правило, больше, чем самок — это объясняется большим процентом гибели последних в период насиживания и выведения потомства. Это нередко приводит к соперничеству двух и более селезней за право обладания самкой, дракой между ними и даже попыткам совокупления с самкой, которая уже образовала пару с другим селезнем. Агрессивность нескольких самцов иногда приводит к тому, что утки тонут под их тяжестью.
Селезни начинают токовать уже после осенней линьки в сентябре. Короткая кульминация приходится на октябрь, после чего активность птиц уменьшается и затухает до конца зимы. С началом весны активность самцов увеличивается снова и продолжается до мая. Демонстративное поведение селезней типично для многих представителей семейства утиных. Токующие самцы собираются небольшими группами на воде и плавают вокруг выбранной самки. Вначале шея птицы втянута в плечи, клюв опущен, хвост подёргивается. Внезапно самец конвульсивно выкидывает голову вперёд и вверх, обычно 3 раза подряд в течение нескольких секунд. Интенсивность движения возрастает, и на последнем броске самец нередко приподнимается над водой, принимая почти вертикальное положение и расправляя крылья. Часто действие сопровождается характерным резким свистом и фонтаном брызг, которые самец выталкивает резким движением клюва. Приметив подходящую самку, он запрокидывает перед ней голову, прячет её за слегка приподнятое крыло и резко проводит ноготком клюва по крылу, издавая дребезжащий звук.
Иногда утка выбирает селезня — плавает вокруг него и многократно совершает кивки головой назад, как бы «через плечо». Спаривание также сопровождается множеством ритуальных движений: пара удаляется от стаи и начинает выполнять подёргиванье головой снизу вверх, клюв при своём нижнем положении касается воды, все время оставаясь почти горизонтальным. Затем самка вытягивает шею, распластываясь на воде перед селезнем, он карабкается на неё сбоку и держится клювом за перья шеи. После спаривания самец выпрямляется и совершает на воде «круг почёта» вокруг самки. Затем обе кряквы долго купаются и отряхивают с перьев воду.

### Гнездо

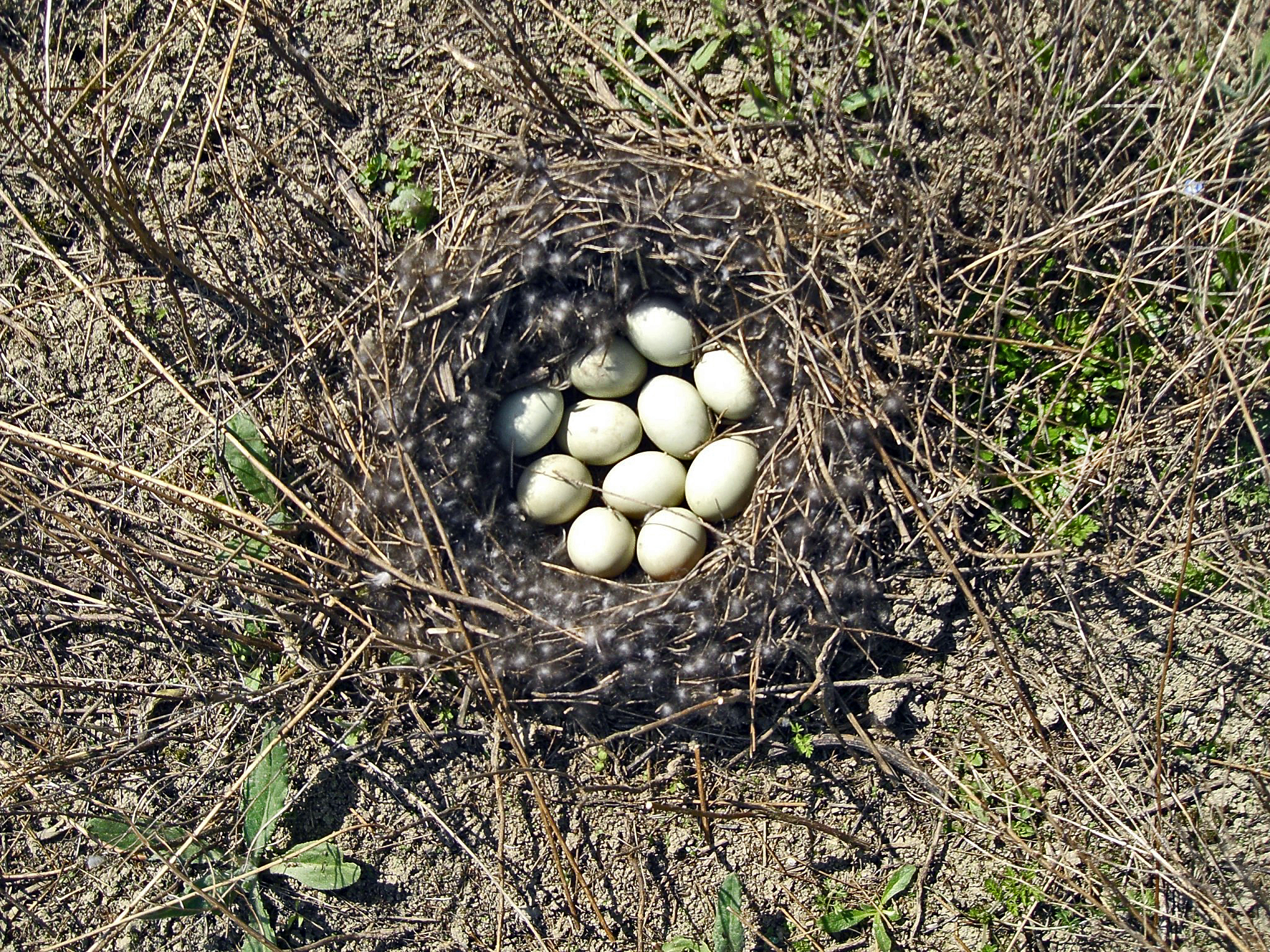
Гнездо кряквы

Как правило, самец охраняет территорию и держится возле самки лишь до того времени, когда она начнёт высиживать яйца. Известны случаи, когда селезни в период насиживания находились у гнезда, а потом принимали участие в воспитании птенцов. Однако подавляющее большинство самцов в гнездовых заботах не участвует, в середине или в конце инкубации сбиваются в однополые стаи и отлетают на послебрачную линьку. Кладка с начала апреля (на юге ареала) и позднее.
Гнездо обычно хорошо укрыто и располагается недалеко от воды, но иногда может находиться и на значительном расстоянии от неё. Оно нередко устраивается в зарослях камыша или тростника, на сплавинах, в кочкарнике, под деревьями, кустами, среди бурелома и валежника. Иногда утка гнездится над поверхностью земли — в дуплах, полудуплах, иногда старых гнёздах ворон, цапель и других крупных птиц. При размножении на земле гнездо представляют собой углубление в земле или траве, обильно выложенное пухом по краям. В сухих местах оно ровное и глубокое, лишь слегка выстланные мягкой и сухой травой. Ямку кряква углубляет клювом и выравнивает её грудью, долго крутясь на одном месте. Материал для выстилки далеко не носит, а берёт по большей части тот, который можно достать клювом, не сходя с гнезда. В сырых и влажных местах кряква сперва сооружает большую кучу из травы, тростника и т. п., а уже в ней создаёт гнездовую ямку. Диаметр гнезда 200—290 мм, высота бортиков над землёй 40—140 мм, диаметр лотка 150—200 мм, глубина лотка 40—130 мм.
В обустройстве гнезда самец, как правило, участия не принимает, но может сопровождать самку до гнезда, когда та направляется для кладки очередного яйца. Первые яйца откладываются в ещё не законченное гнездо, и по мере увеличения кладки самка добавляет в него всё новую порцию пуха, который выдёргивает из своей груди. Пух укладывается на периферии гнездового лотка, кольцом, образуя своеобразные бортики, прикрывающие по бокам насиживающую птицу. Уходя из гнезда, самка прикрывает яйца пухом, чем способствует сохранению тепла за время её отсутствия.
Откладка яиц у крякв начинается очень рано: в зависимости от ареала — в начале апреля — мае. Сроки начала откладки яиц у крякв на севере и юге ареала различаются значительно меньше, чем сроки прилёта птиц в эти же районы. В первом периоде насиживания самка сходит с гнезда для кормёжки и отдыха утром и вечером, но к концу насиживания покидает гнездо неохотно даже в случае опасности, подпускает человека вплотную и вылетает из-под самых ног, при птенцах интенсивно «отводит». По некоторым наблюдениям, у насиживающей самки прекращается выделение секрета копчиковой железы. Это имеет большое значение для сохранности кладки, так как от постоянного соприкосновения с обильно смазанным жиром пером поры скорлупы могут закупориться и газообмен яйца будет нарушен. К тому же секрет железы обладает сильным запахом, который может привлечь хищников.
Большое число кладок кряквы погибает в результате разорения гнёзд хищниками. Наиболее существенный урон наносят лисицы и енотовидные собаки, вороны и болотные луни. В поймах рек и по берегам водохранилищ гнёзда часто гибнут от внезапного затопления.
Самки, потерявшие кладку до начала насиживания, обычно продолжают откладывать яйца, снося их в одно из расположенных поблизости утиных гнёзд, иногда в гнёзда других птиц, например, фазана. В случае потери кладки кряква может построить новое гнездо и заново отложить яйца, однако, как правило, повторная кладка бывает меньше первоначальной.

### Яйца

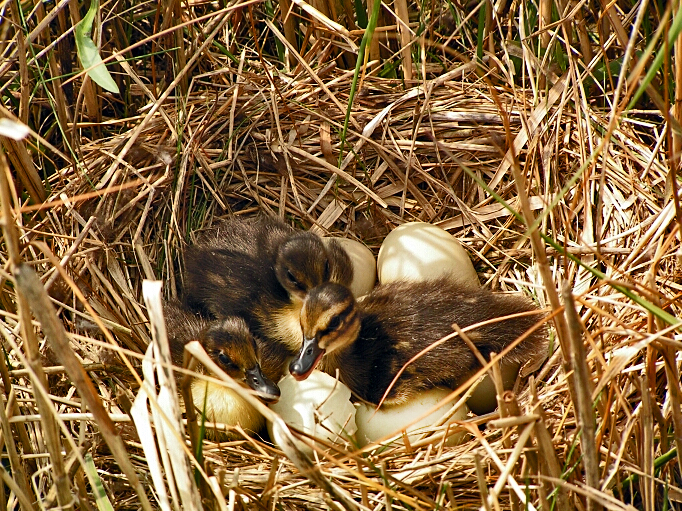
Утята в гнезде

Откладывание яиц с середины апреля до середины мая. В день самка откладывает по одному яйцу, обычно вечером. Насиживание начинается с последнего яйца, когда отложенные первыми имеют уже хорошо различимый зародышевый диск. Размер кладки отличается в различных частях ареала, на юге число яиц несколько больше. Как правило, количество яиц в гнезде варьирует в пределах от 9 до 13. Нередки случаи подкидывания от гнездящихся по соседству уток, в результате чего кладки становятся очень большими — до 16 яиц и больше. Такие гнёзда быстро становятся бесхозными и выводок погибает. Яйца стандартной формы, с белой с зеленовато-оливковым оттенком скорлупой. За время насиживания оттенок обычно исчезает. Яйца из одной кладки имеют сходные размеры и цвет, но разные кладки могут сильно отличаться одна от другой как по величине, так и по форме яиц. Размеры яиц: 49—67 × 34—46 мм. Масса ненасиженных яиц около 46 г (40—52 г).
Время насиживания 22—29 дней, в среднем — 28 дней. Все птенцы вылупляются почти одновременно — на протяжении не более 10, реже — 14 часов. Яйца, отложенные последними, проходят цикл своего развития за более короткий срок, чем предыдущие.

### Птенцы

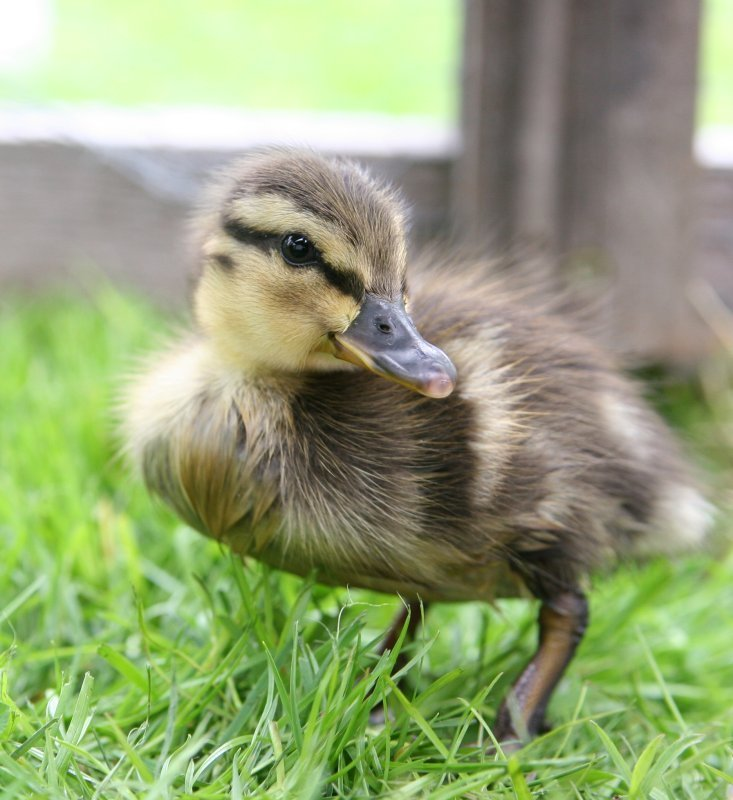
Птенец кряквы

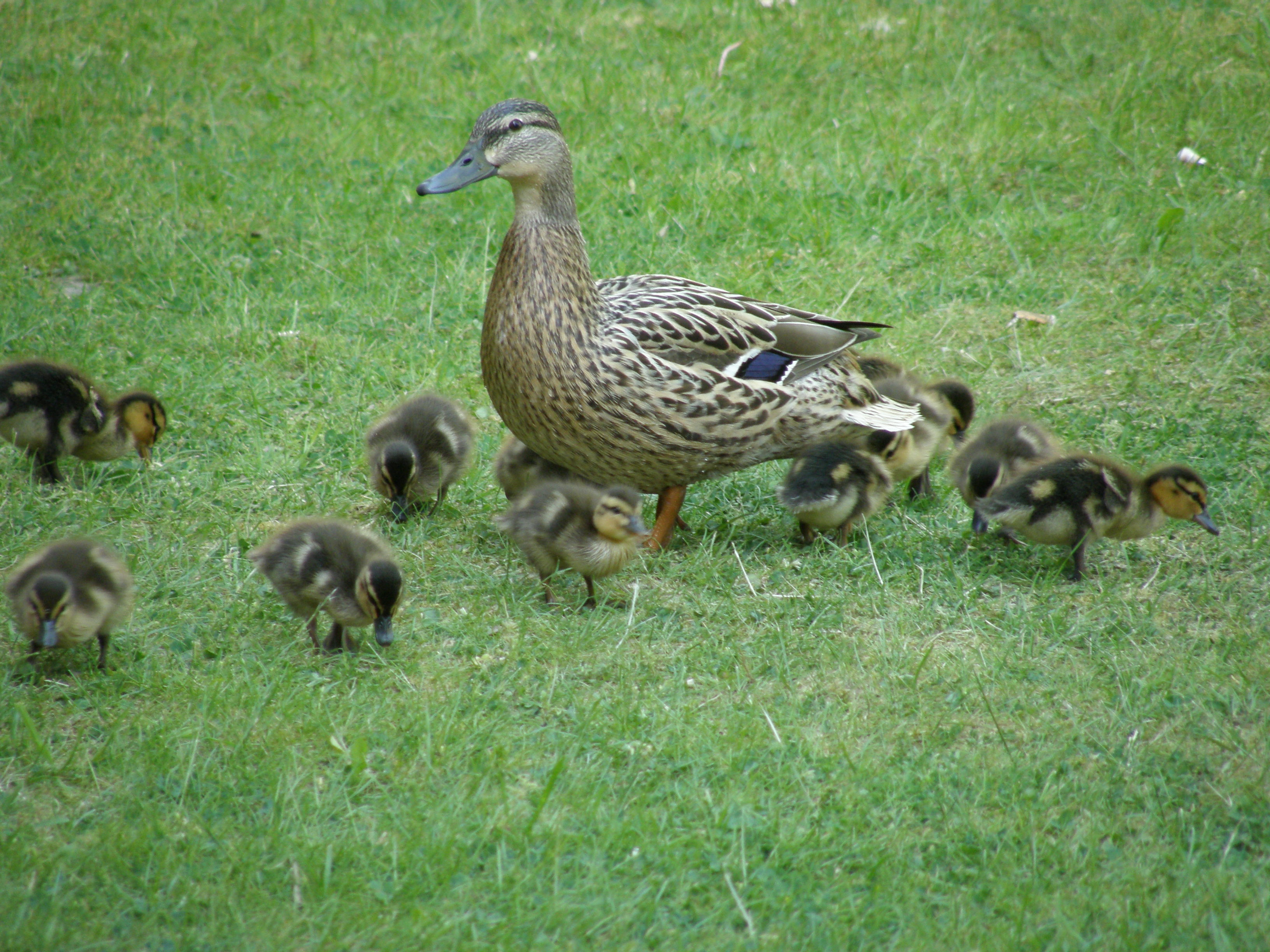
Самка кряквы с утятами

Кряква относится к выводковым птицам. Окрас пухового птенца на спине тёмно-оливковый, с двумя парами желтовато-белых пятен в задней части крыла и с обеих сторон поясницы. Брюхо серо-жёлтое, которое затем приобретает жёлто-палевые тона. Щёки скорее рыжеватые. От верхней части клюва через глаз до затылка проходит тёмная узкая полоска, в области уха имеется тёмное пятно. Лапы и клюв оливково-серого цвета, последний с розоватым ноготком. Оперившиеся молодые птицы очень похожи на взрослую самку, но имеют нечёткие пятна, которые образуют продольные полосы вдоль тела. Самцы отличаются наличием волнистого рисунка на некоторых кроющих второстепенных маховых в области локтевого сгиба, у самок в этом месте неправильные или поперечные буроватые пятна или полоски.
Вес только что вылупившихся птенцов варьирует в пределах от 25 до 38 г. Обсыхание птенца длится два—три часа. Выводок покидает гнездо примерно через 12—16 часов после вылупления первого птенца. К этому моменту птенцы уже способны передвигаться по суше, плавать и нырять. Ныряют птенцы хорошо и постоянно пользуются этим приёмом, спасаясь от хищников.
Днём утята собираются под кустами или в зарослях растительности на берегу, иногда на расстоянии до 50 м от воды. Молодые птенцы часто греются около самки под её крыльями и распушённым оперением груди. В первые дни после вылупления они проводят время возле матери не реже чем раз в два часа.
Птенцы кормятся самостоятельно. Вначале они питаются только мелкими насекомыми и пауками, не обращая внимания на неподвижные предметы. При этом они склёвывают корм преимущественно с растений или друг с друга, и лишь позднее начинают собирать его с поверхности земли и с воды. Пища птенцов на 83,4 % состоит из животных кормов, из которых 35 % по объёму составляют личинки стрекоз, вылезающие на надводные части растений, 8 % моллюски и 15 % планктонные рачки.
Первое время птенцы активны только в светлое время суток, затем начинают кормиться и вечером. Полностью на вечерний режим кормёжки птенцы переходят, когда у них развиваются роговые пластинки на клюве и они приобретают способность добывать себе корм с помощью процеживания.
С первых же дней птенцы узнают друг друга и отгоняют присоединяющихся к ним птенцов из других выводков. Так же поступает и самка. Голос пуховых птенцов — высокий и звонкий писк: самочки издают двусложный свист, самцы — односложный. В возрасте около пяти недель самки начинают крякать. Птенцы растут быстро — возрасте 10 дней весят около 100 г, 20 дней — 320 г, 30 дней — 550—600 г, к 60 дням — около 800—900 г.
Примерно на 23-й день жизни у птенца начинают развиваться контурные и маховые перья. На 28-й день грудь и брюхо уже покрыты перьями, а ещё через 10 дней неоперёнными остаются только задняя сторона шеи, часть спины и бока тела, прикрытые крыльями. Примерно в 50-дневном возрасте птенцы начинают уже взлетать, а к 56—60 дням полностью встают на крыло.
Птенцы остаются с самкой 7—8 недель. К этому времени многие выводки уже распадаются или объединяются в осенние стаи.

## Естественные враги
Большое число яиц кряквы погибает в результате разорения гнёзд хищниками. Наиболее существенный урон наносят лисицы и енотовидные собаки, вороны и болотный лунь.
На взрослых птиц и утят охотятся хищные птицы: серая ворона, ястреб-тетеревятник, орлан-белохвост, болотный лунь, крупные чайки, соколы, орлы, филины, сороки, а также хищники — лисицы, енотовидная собака, дикие кошки, выдра, норка, скунс, куницы, а также рептилии и даже крупные рыбы.

## Заболевания и паразиты

### Инфекционные заболевания

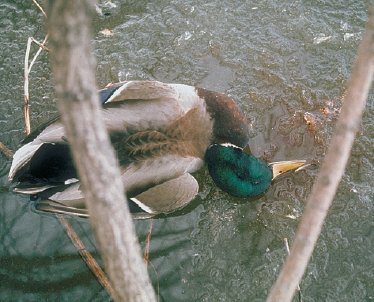
Селезень кряквы, погибший от классической чумы птиц

Птичий грипп, или классическая чума птиц, — острая инфекционная вирусная болезнь птиц, характеризующаяся поражением органов пищеварения, дыхания, высокой летальностью. Вспышки европейской чумы птиц регулярно происходили в начале XX века в странах Европы, Африки и Азии. Возбудитель — РНК-содержащий вирус Influenza virus A, относящийся к семейству Orthomyxoviridae. Различные штаммы вируса могут вызывать от 10 до 100 % гибели среди заболевших птиц. Путь заражения — воздушно-капельный. Факторы передачи вируса — тушки птиц, яйца, перо, как в инкубационный период, так и от клинически больной птицы. В диких популяциях птиц, в отличие от домашних, отмечается высокая устойчивость к вирусу гриппа.
Больные птицы стоят с опущенной головой и закрытыми глазами, перья взъерошены, носовые отверстия заклеены экссудатом. Дыхание хриплое, учащённое, температура тела 43—44 °C. Наблюдается также диарея, помёт окрашен в коричнево-зелёный цвет, неврозы, судороги.
Переболевшая птица приобретает напряжённый иммунитет только против гомологичного подтипа вируса.
Чума уток, или вирусный энтерит, — инфекционная болезнь с высокой контагиозностью, явлениями геморрагического диатеза и диареей. Возбудитель — герпесвирус. При сверхостром течении гибель птицы наступает через 18—24 часа после начала болезни.
Нейссериоз — инфекционное заболевание, характеризующееся покраснением слизистой оболочки клоаки с образованием фибринозных струпьев, кровоточащих эрозий, у селезней проявляется склерозным воспалением пениса с искривлением и выпаданием его из клоаки. Возбудитель — диплококк из рода Neisseria. Протекает в виде эпизоотии, а также спорадических случаев.
Парвовироз, или болезнь Дерчи. Возбудитель — парвовирусы (Parvoviridae). Птицы становятся вялыми, отстают в росте, отмечается выпадение перьев спины и крыльев.

### Паразитарные заболевания
Дерманиссиоз — обусловлен паразитированием гамазовых клещей из рода Dermanyssus, проявляется беспокойством, истощением и нередко гибелью птиц.
Эймериоз, или кокцидоз, — протозойное заболевание, протекающее в виде эпизоотии, характеризующаяся поражением слизистой оболочки и кишечника и почек. Возбудителем являются эймерии — одноклеточные простейшие, эндогенная стадия жизненного цикла которых, протекает в организме и заканчивается формированием ооцист, а экзогенная — во внешней среде.
Гистомоноз — инвазионное заболевание, вызываемое гистомонадой и характеризующееся гнойно-некротическим воспалением кишечника, очаговыми поражением печени и поджелудочной железы.
Трихомоноз — заболевание, вызываемое простейшими из рода жгутиковых — трихомонадами, и характеризующееся поражением различных отделов кишечника и печени. Заболевшие птицы обычно сидят, нахохлившись и распустив крылья, отказываются от корма, много и часто пьют. Болезнь заканчивается параличом конечностей и гибелью птиц на 2—7-й день от начала болезни.
Простогонимоз — гельминтоз, вызываемый различными видами трематод, которые паразитируют в яйцеводе и фабрициевой сумке птиц. Заражение происходит при поедании стрекоз или их личинок, инвазированных метацеркариями. Промежуточным хозяином являются моллюски, а дополнительным — стрекозы. Заболевание носит сезонный характер и наблюдается с мая по июль.
Эхиностоматидоз — гельминтоз, который вызывают трематоды из семейства Echinostomatidae, паразитирующие в кишечнике птиц. Промежуточные хозяева — моллюски, дополнительные —|лягушки.
Капилляриоз — гельминтоз, вызывается капилляридами, которые паразитируют во рту, пищеводе, зобе, и тонком кишечнике. При поражении зоба и пищевода, у птиц наблюдаются затруднения при глотании корма.
Саркоцистоз — протозойная инвазия, вызываемая саркоспоридиями рода Sarcocystis. У заражённых птиц на поверхности мяса и в его глубине располагаются продолговатые белые включения — цисты, заполненные трофозоитами.
На утках также паразитирует утиный пухоед (Trinotum luridum), достигающий длины 4—5 мм. Среди гельминтов — Trichobilharzia ocellata (семейство Schistosomatidae) — вызывает церкариоз; мариты паразитируют в кровеносной системе), шистосомиды — Bilharziella polonika, Dendtritobilharzia pulvezulenta, мариты трематод рода Cotylurus.

## Кряква и человек

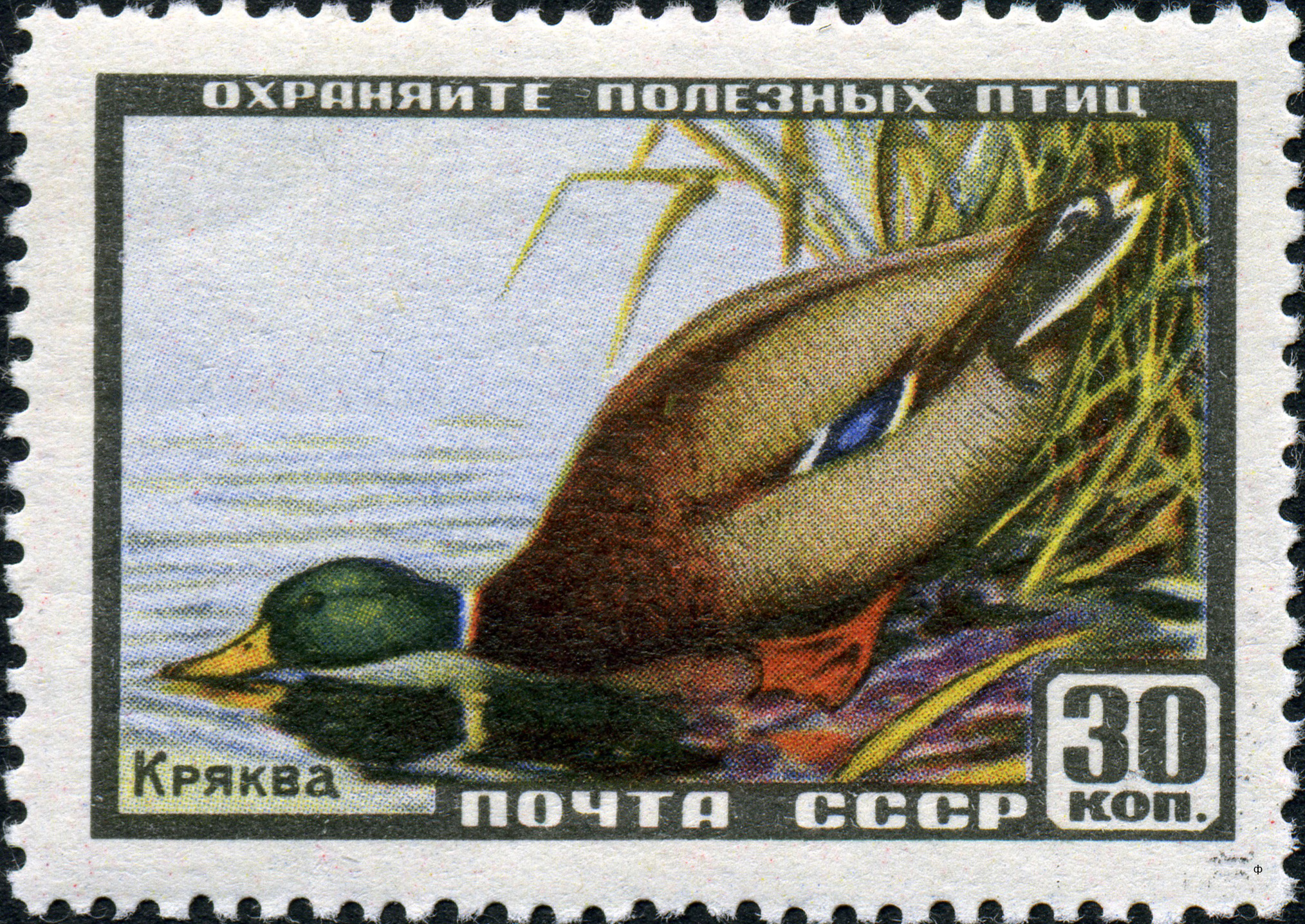
Почтовая марка СССР, 1957 год

### Хозяйственное значение
На большей части своего ареала кряква служит одним из основных объектов спортивной, а местами — промысловой охоты. Чистый вес мясной тушки кряквы составляет 69 % от живого веса у селезня и 65 % у утки, что составляет для периода промысла 835 и 730 г.
Посещая осенью поля пшеницы, ржи, овса, проса, посевы риса, нередко наносят им существенный ущерб на участках, расположенных поблизости от водоёмов. Наряду с этим они приносят пользу, уничтожая вредителей из числа прямокрылых и массовым поеданием семян сорных растений.

### Охота
В современных условиях кряква является одним из основных и популярных объектов спортивной и промысловой охоты. Последнее относится к области озёрной лесостепи, дельтам южных рек и районам зимовок. Её удельный вес по отношению к другим видам пернатой дичи составляет более 50 %.

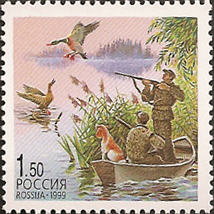
Почтовая марка России с изображением охоты на крякв (1999)

Охота на крякву разрешена в летне-осенний — обычно с утренней зари второй (третьей) субботы августа, в южных регионах чуть позже, и в весенний сезон — на селезней, на срок не более 15 календарных дней. В летне-осенний сезон охота с собаками, на которых есть свидетельство о происхождении, может разрешаться на 2—3 недели, раньше общего срока открытия сезона. На территории России правила и сроки проведения охоты устанавливаются отдельно в каждой республике, крае, области на основании Типовых правил охоты в Российской Федерации.
Летне-осенняя охота является самой распространённой и самой массовой.
Охота с собаками. Для охоты на уток часто применяют собак различных пород: спаниели, лайки, гончие собаки, английские легавые, шотландский сеттер. Охота на уток с собакой происходит преимущественно по утрам и вечерам. Стараясь держаться против ветра, охотник идёт вдоль берега водоёма или по зарослям водной растительности, а собака, обыскивая впереди заросшие места, поднимает уток на крыло. Спаниель при взлёте утки подаёт голос, предупреждая хозяина. После выстрела и падения утки собака разыскивает убитую птицу или ловит подбитую, и приносит добычу хозяину.
Охота с подхода. Если охотник без собаки, то часто может использовать метод охоты с подхода. При этом охотник самостоятельно вспугивает затаившихся уток, поднимая их на крыло, и стреляет по ним.
Охота с подсадными, чучелами и профилями. Обычно начинается с началом осени и преимущественно происходит на утренних и вечерних зорях. При данном виде охоты на воде высаживают чучела или профили уток, часто вместе с подсадной уткой, которая своим криком привлекает внимание диких уток. Часто на охоте с чучелами и подсадными охотники имеют при себе различные манки, чтобы манить пролетающих уток, если замолчат подсадные.
Охота на пролёте. Данный способ охоты — это стрельба уток на осеннем пролёте.
Обычно она начинается в конце сентября и продолжается до первых чисел ноября. На путях пролёта строятся шалаши и скрадки, сажаются чучела и подсадные утки, многие охотники стреляют уток из засады, с подхода, на лодке.

### Одомашнивание
Дикая кряква является родоначальником домашней утки и её разнообразных пород, выведенных путём селекции, кроме тех, которые являются производными от мускусной утки.
Время первоначального приручения кряквы и начало разведения её в домашнем состоянии неизвестны. В Китае уток разводят с незапамятных времён; их разводили также древние греки и римляне. Ныне многие домашние породы сохранили окраску оперения диких крякв.
Существуют наблюдения, что уже после третьего поколения у крякв, воспитывающихся в неволе, становятся заметными некоторые изменения, характерные для домашней утки — увеличение размеров тела, неуклюжесть походки, изменение цвета некоторых маховых перьев, расширение белого ошейника у селезня и т. д. Все известные в настоящее время породы домашних уток по анатомическим признакам ничем существенным не отличаются от кряквы и могут скрещиваться между собою, давая плодовитое потомство. Дикие кряквы очень легко поддаются одомашнению и в настоящее время. Нередки случаи, когда дикие селезни живут в паре с домашними подсадными утками.

### Дикие кряквы в городах
В крупных городах на незамерзающих водоёмах сформировались популяции зимующих диких крякв, получающих прикорм от людей. Эти популяции растут за счёт естественного размножения и не улетают на зимовку. Зимой «городским» кряквам не хватает естественного корма, даже если река замерзает только у берега. Поэтому зимой «городские» кряквы нуждаются в прикорме со стороны людей. Летом естественного корма достаточно и кряквы в прикорме не нуждаются, хотя по привычке держатся около мест прикорма. «Городские» кряквы приносят пользу, очищая водоёмы от ряски и личинок комаров.

## Классификация
Международный союз орнитологов выделяет два подвида:
- A. p. platyrhynchos Linnaeus, 1758
- A. p. conboschas Brehm, CL, 1831

Выделяют от двух до семи диких подвидов кряквы, при этом в последние годы большинство специалистов склонны рассматривать только три подвида — номинативный A. p. platyrhynchos, распространённый на большей части территории, A. p. diazi из Мексики и прилегающих районов США, и A. p. conboschas из юго-западной Гренландии. Последние два подвида имеют существенные отличия от основного номинативного. Селезень подвида A. p. diazi (Мексиканская кряква) имеет очень тёмное и менее контрастное оперение, что делает его похожим на самку даже в брачном наряде. Бровь у него имеет зеленоватый оттенок, а клюв оливковый. Подвид A. p. conboschas заметно крупнее номинативного, имеет более короткий клюв, вздутый у основания из-за сильного развития носовых желез, и более тусклое оперение.

## Генетика
Классическая генетика
В работах по классической частной генетике уток, которые основаны на гибридологическом анализе, кряква выступает в качестве носителя аллелей дикого типа (обозначаются буквенным символом со знаком «+») в генных локусах окраски оперения и других дискретных морфологических признаков, в том числе:
- аутосомный доминантный ген дикой окраски M+ — окраска и рисунок оперения дикого типа;
- аутосомный доминантный ген тёмной окраски Li+ — обеспечивает полную экспрессию аллелей локуса дикого типа M;
- доминантный аллель D+ в сцепленном с полом (локализованном на Z-хромосоме) гене коричневого разбавления d — отсутствие светло-коричневой окраски оперения;
- доминантный аллель C+ в аутосомном локусе белой окраски c — отсутствие белого оперения;
- рецессивный аллель e+ в аутосомном локусе сплошной чёрной окраски E — отсутствие чёрного оперения;
- рецессивный аллель s+ в аутосомном локусе белого нагрудника S — отсутствие белого пятна на груди и шее;
- доминантный аллель B+ в аутосомном локусе белого нагрудника b — отсутствие белого пятна на груди;
- доминантный аллель W+ в аутосомном локусе белых маховых перьев w — отсутствие белых маховых;
- рецессивный аутосомный ген жёлтой кожи y+ — жёлтая окраска кожи;
- доминантный аутосомный ген окрашенной скорлупы яиц G+ — зеленовато-оливковый оттенок яичной скорлупы и т. д.[40][41]

У кряквы обнаружена также мутация белой окраски оперения, которая предположительно сцеплена с полом, то есть не соответствует аутосомному локусу белой окраски c, а локализована на Z-хромосоме.
Кариотип: 80 хромосом (2n).
Молекулярная генетика
Вид A. platyrhynchos (включая его домашнюю форму) является генетически наиболее изученным среди всех гусеобразных; ему принадлежит бо́льшая часть депонированных последовательностей в отряде Anseriformes:
- Депонированные нуклеотидные последовательности в базе данных EntrezNucleotide, GenBank, NCBI, США: 146 246 (по состоянию на 25 февраля 2020).
- Депонированные последовательности белков в базе данных EntrezProtein, GenBank, NCBI, США: 60 275 (по состоянию на 25 февраля 2020).

Геном: 1,24—1,54 пг (C-value).
В 2013 году было выполнено секвенирование полной геномной последовательности вида (с использованием особи домашней пекинской породы в качестве источника геномной ДНК). Благодаря хорошему качеству сборки генома A. platyrhynchos, осуществлённой на хромосомном уровне, вид имеет важное значение в сравнительной геномике для выяснения эволюции птичьих геномов.